# San Mateo, Amanalco
San Mateo är en ort i Mexiko, tillhörande kommunen Amanalco i den västra delen av delstaten Mexiko, i den centrala delen av landet. Orten hade 1 750 invånare vid folkräkningen 2010.